# Judit de Nantes
Judit de Nantes (morta el 27 de febrer de 1063) fou comtessa titular de Nantes de 1051 a 1063. Filla de Judicael de Nantes es va casar vers 1026 amb Alan Canhiart, comte de Cornualla.
El 1051 va morir Maties I de Nantes, fill i successor de Budic de Nantes (germà de Judit), i Judit era l'hereva del comtat; el seu marit Alan Canhiart va aconseguir fer reconèixer al fill comú Hoel II tot i les pretensions del duc Conan II de Bretanya, que encara que va intentar apoderar-se de Nantes, va haver de reconèixer a Hoel II el 1054.
Hoel va agafar el govern del comtat el 1054, però en nom de la seva mare, la comtessa titular. Va segellar la reconciliació amb Conan II de Bretanya casant-se amb la seva germana Havoisa de Bretanya abans del 1058. Hoel va imposar al seu germà putatiu Guerech com a bisbe de Nantes el 1059 al lloc d'Airard un clergue reformador, abat de Saint-Paul-hors-les-Murs, al que els nantesos havien expulsat des del 1051.
Judit va morir el 27 de febrer de 1063 i Hoel va esdevenir llavors comte titular.